# Nouvelle-Calédonie
Nouvelle-Calédonie (phát âm tiếng Pháp: [nuvɛl kaledɔni], phiên âm: "Nu-ven Ca-lê-đô-ni", người Việt Nam thường gọi là Tân Thế giới, còn được gọi theo tên tiếng Anh là New Caledonia, đọc là: "Niu Ca-lê-đô-ni-a") là một lãnh thổ hải ngoại của Pháp nằm tại tây nam Thái Bình Dương, cách Úc 1.210 km và cách Mẫu quốc Pháp 16.136 km. Quần đảo là bộ phận của tiểu vùng Melanesia, và bao gồm đảo chính Grande Terre, quần đảo Loyauté và một số đảo nhỏ khác. Cư dân bản địa gọi Grande Terre là Le Caillou ("viên sỏi").
Nouvelle-Calédonie có diện tích đất là 18.576 km², dân số theo điều tra năm 2014 là 268.767 người gồm người Kanak bản địa, người gốc Âu (người Caldoche sinh tại địa phương và người Pháp mẫu quốc), người Polynesia (chủ yếu là người Wallis), và người Đông Nam Á, cùng một số người Pied-Noir và gốc Maghreb. Thủ phủ của lãnh thổ là Nouméa.

## Lịch sử
Dấu tích sớm nhất về việc loài người hiện diện tại Nouvelle-Calédonie có niên đại từ giai đoạn Lapita (khoảng 1600 TCN đến khoảng 500 TCN). Người thuộc văn hoá Lapita là những người đi biển và làm nông có kỹ năng cao, có ảnh hưởng trên một khu vực lớn của Thái Bình Dương.

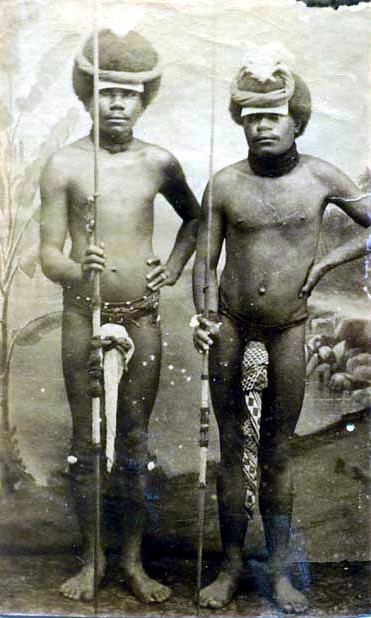
Hai chiến binh Kanak, khoảng năm 1880

Nhà thám hiểm người Anh James Cook là người châu Âu đầu tiên trông thấy Nouvelle-Calédonie, đó là vào ngày 4 tháng 9 năm 1774 trong hành trình thứ nhì của ông. Ông đặt tên cho đảo là "New Caledonia", do phần đông bắc của đảo khiến ông nhớ đến Scotland. Nhà thám hiểm người Pháp Jean-François de Galaup tiếp cận duyên hải phía tây của Grande Terre vào năm 1788, ngay trước khi ông mất tích, còn quần đảo Loyauté có người châu Âu lần đầu đến thăm vào năm 1796. Từ sau đó cho đến năm 1840, chỉ ghi nhận được một vài tiếp xúc không thường xuyên với quần đảo. Tiếp xúc trở nên thường xuyên hơn sau năm 1840, do mối quan tâm đến gỗ đàn hương từ Nouvelle-Calédonie.
Do mậu dịch gỗ đàn hương suy thoái, thay thế nó là buôn bán những người bị nô lệ hoá từ Nouvelle-Calédonie, quần đảo Loyauté, New Hebrides, New Guinea, và quần đảo Solomon đi làm việc trong các đồn điền mía tại Fiji và Queensland. Hoạt động mậu dịch này ngừng lại vào khởi đầu thế kỷ 20. Nạn nhân của hoạt động này được gọi là "Kanaka".
Các đoàn truyền giáo đầu tiên đến từ Hội Truyền giáo Luân Đôn và Dòng Các Thầy Maria, họ đến trong thập niên 1840. Năm 1849, thủy thủ đoàn trên tàu Cutter của Hoa Kỳ bị thị tộc Pouma giết và ăn thịt. Ăn thịt người là hành vi phổ biến trên khắp Nouvelle-Calédonie khi đó.
Ngày 24 tháng 9 năm 1853, theo lệnh của Hoàng đế Napoléon III, Đô đốc Febvrier Despointes giành quyền chiếm hữu chính thức đối với Nouvelle-Calédonie và Port-de-France (Nouméa) được thành lập vào ngày 25 tháng 6 năm 1854. Vài chục người định cư tự do đến duyên hải phía tây trong những năm sau đó. Nouvelle-Calédonie trở thành một thuộc địa hình sự, và từ thập niên 1860 cho đến khi kết thúc vận chuyển tù nhân vào năm 1897, có khoản 22.000 tù nhân hình sự và chính trị bị đưa sang Nouvelle-Calédonie. Bulletin de la Société générale des prisons vào năm 1888 cho thấy rằng 10.428 tù nhân, bao gồm 2.329 người đã được phóng thích, ở trên đảo vào ngày 1 tháng 5 năm 1888, số lượng tù nhân lớn nhất và vượt xa số tù nhân bị giữ tại các trại tù hải ngoại khác. Trong số các tù nhân, có nhiều chiến sĩ bị bắt giữ sau thất bại của Công xã Paris, trong đó có Henri Rochefort và Louise Michel. Từ năm 1873 đến năm 1876, 4.200 tù nhân chính trị được chuyển đến Nouvelle-Calédonie. Chỉ có 40 trong số này định cư tại thuộc địa, phần còn lại trở về Pháp sau khi được ân xá vào năm 1879 và 1880.
Năm 1864, phát hiện được niken bên bờ sông Diahot và ngành khai mỏ bắt đầu một cách nghiêm túc khi Société Le Nickel được thành lập vào năm 1876. Người Pháp nhập khẩu lao công đến làm việc tại các mỏ, ban đầu là từ các đảo lân cận, sau đó là từ Nhật Bản, Đông Ấn Hà Lan và Đông Dương thuộc Pháp. Chính phủ Pháp cũng nỗ lực khuyến khích người châu Âu nhập cư, song không đạt nhiều thành công.
Cư dân bản địa bị loại trừ khỏi kinh tế Pháp, thậm chí là trong việc làm công nhân khai mỏ, và họ cuối cùng bị hạn chế trong các khu vực riêng. Điều này dây ra một phản ứng bạo lực vào năm 1878 khi tù trưởng cấp cao Atal của La Foa thống nhất nhiều bộ lạc tại miền trung và phát động chiến tranh du kích, khiến 200 người Pháp và 1.000 người Kanak thiệt mạng. Người châu Âu mang đến các bệnh mới như đậu mùa và sởi, khiến nhiều người thiệt mạng. Dân số người Kanak giảm từ 60.000 vào năm 1878 xuống còn 27.100 vào năm 1921, và quy mô công đồng không tăng trở lại cho đến thập niên 1930.
Trong tháng 6 năm 1940, sau khi Pháp thất thủ trước quân Đức, Hội đồng toàn thể Nouvelle-Calédonie nhất trí ủng hộ chính phủ Pháp quốc Tự do, và đến tháng 9 vị thống đốc thân Vichy bị buộc phải rời đến Đông Dương. Trong tháng 3 năm 1942, được Úc giúp đỡ, lãnh thổ trở thành một căn cứ quan trọng của Đồng Minh, và Nouméa là đại bản quan của lực lượng hải quân và lục quân của Hoa Kỳ tại Nam Thái Bình Dương. Hạm đội từng đẩy lui lực lượng hải quân của Nhật Bản trong trận chiến biển Coral vào tháng 5 năm 1942 có căn cứ tại Nouméa. Số lượng binh sĩ Hoa Kỳ đông đến 50.000, tương đương dân số lãnh thổ vào đương thời.
Năm 1946, Nouvelle-Calédonie trở thành một lãnh thổ hải ngoại. Đến năm 1953, toàn bộ cư dân Nouvelle-Calédonie thuộc mọi dân tộc đều được cấp quyền công dân Pháp.
Dân số người gốc Âu và Polynesia dần tăng lên trong những năm dẫn đến bùng nổ niken 1969–1972, và người Melanesia trở thành thiểu số, song vẫn là dân tộc lớn nhất. Từ năm 1976 đến năm 1988, Nouvelle-Calédonie thông qua năm đạo luật, đều gây nên bất mãn và hỗn loạn nghiêm trọng, đỉnh điểm là vào năm 1988 khi xảy ra cuộc bắt cóc con tin đẫm máu tại Ouvéa. Các hiệp định Matignon được ký kết vào ngày 26 tháng 6 năm 1988 đảm bảo một thập niên ổn định. Hiệp nghị Nouméa được ký kết vào ngày 5 tháng 5 năm 1998, định ra cơ sở cho 20 năm chuyển đổi, theo đó dần chuyển giao thẩm quyền cho chính quyền địa phương.

## Chính trị

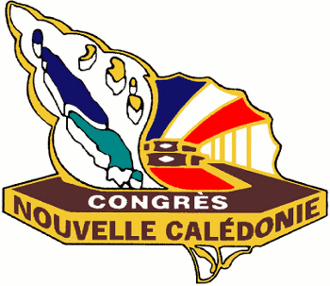
Biểu trưng cả Hội nghị Lãnh thổ

Nouvelle-Calédonie là một lãnh thổ đặc biệt, theo đó Pháp dần chuyển giao các quyền lực nhất định. Lãnh thổ được quản lý bởi Hội nghị Lãnh thổ gồm 54 thành viên, đây là một cơ cấu lập pháp gồm thành viên của ba hội đồng lập pháp cấp tỉnh. Đại diện cho Nhà nước Pháp tại lãnh thổ là một vị cao uỷ. Tại cấp độ quốc gia, Nouvelle-Calédonie có hai hạ nghị sĩ và hai thượng nghị sĩ trong Quốc hội Pháp.
Trong hơn hai thập niên, hệ thống đảng phái tại Nouvelle-Calédonie nằm dưới quyền chi phối của Tập hợp–UMP phản đối độc lập. Thế chi phối này kết thúc trước một đảng mới mang tên Avenir Ensemble cũng có lập trường phản đối độc lập song xem xét cởi mở hơn trong đối thoại với phong trào Kanak, bộ phận của Mặt trận Giải phóng dân tộc Kanak và Xã hội, một liên minh của các nhóm ủng hộ độc lập.
Xã hội Kanak có một số tầng quyền lực tục lệ, từ 4.000-5000 thị tộc dựa trên gia đình thuộc tám khu vực tục lệ hình thành lãnh thổ. Lãnh đạo các thị tộc là tù trưởng thị tộc, và gồm có 341 bộ lạc có người đứng đầu là tù trưởng bộ lạc. Các bộ lạc được chia tiếp thành các tù bang tục lệ (chefferies). Thượng viện Tục lệ là hội nghị của một số hội đồng truyền thống của người Kanak, và có quyền hạ về đề xuất luật liên quan đến bản sắc Kanak. Người Kanak sử dụng các nhà đương cục tục lệ trong các vấn đề dân sự như hôn nhân, nhận nuôi, thừa kế, và một số vấn đề nhà đất. Chính quyền Pháp thường tôn trọng các quyết định do hệ thống tục lệ đưa ra. Tuy nhiên, quyền hạn của hệ thống này bị hạn chế mạnh trong các vấn đề hình sự.
Lực lượng vũ trang Nouvelle-Calédonie FANC gồm khoảng 2.000 binh sĩ, chủ yếu được triển khai tại Koumac, Nandaï, Tontouta, Plum, và Nouméa. Lực lượng trên bộ gồm một trung đoàn của lực lượng hải quân lục chiến, lực lượng hải quân gồm hai tàu tuần tra lớp P400, một tàu đổ bộ lớp BATRAL, và một tàu tuần tra của Hiến binh Hàng hải. Không quân gồm có ba máy bay chuyên chở Casa, bốn máy bay trực thăng Puma và một máy bay trực thăng Fennec, có căn cứ tại Tontouta. Ngoài ra, 760 nhân viên hiến binh được triển khai trên quần đảo.

### Tình trạng
Kể từ năm 1986, Ủy ban Liên Hợp Quốc về Phi thuộc địa hoá xếp Nouvelle-Calédonie vào danh sách lãnh thổ phi tự quản. Một cuộc trưng cầu dân ý về độc lập được tổ chức vào năm sau, song bị đa số bác bỏ nhưng nó bị cộng đồng Kanak tẩy chay.
Theo Hiệp nghị Nouméa được ký kết vào năm 1998 sau một giai đoạn bất ổn ly khai trong thập niên 1980 và được tán thành trong một cuộc trưng cầu dân ý, Nouvelle-Calédonie tổ chức một cuộc trưng cầu dân ý thứ nhì về độc lập trong giai đoạn 2014-2018. Thời điểm chính thức được định vào năm 2018.
Tên chính thức của lãnh thổ Nouvelle-Calédonie có thể được thay đổi trong tương lai gần theo hiệp nghị, theo đó "một danh xưng, một hiệu kỳ, một bài ca, một khẩu hiệu và một thiết kế tiền giấy sẽ do toàn thể các đảng phải cùng nhau tìm kiếm, nhằm thể hiện bản sắc Kanak và tương lai do toàn bộ các đảng phái chia sẻ." Tuy nhiên, cho đến nay không có đồng thuận về tên gọi mới cho lãnh thổ. Trong tháng 7 năm 2010, Nouvelle-Calédonie thông qua một hiệu kỳ Kanak, cùng tồn tại với cờ tam tài Pháp trong vai trò hiệu kỳ chính thức của lãnh thổ. Điều này khiến Nouvelle-Calédonie nằm trong số ít quốc gia và lãnh thổ có hai hiệu kỳ chính thức.

## Hành chính
Quần đảo được chi thành ba tỉnh:
- Tỉnh Nam (province Sud). Tỉnh lỵ: Nouméa. Dân số: 183.007 người (2009).
- Tỉnh Bắc (province Nord). Tỉnh lỵ: Koné. Dân số: 45.137 người (2009).
- Quần đảo Loyauté (province des îles Loyauté). Tỉnh lỵ: Lifou. Dân số: 17.436 người (2009).

Nouvelle-Calédonie được chia tiếp thành 33 khu tự quản: Một xã là Poya, bị phân chia giữa tỉnh Nam và tỉnh Bắc.
| Tỉnh Nam 1. Thio 2. Yaté 3. L'Île-des-Pins 4. Le Mont-Dore 5. Nouméa (thủ phủ) 6. Dumbéa 7. Païta 8. Bouloupari 9. La Foa 10. Sarraméa 11. Farino 12. Moindou 13. Bourail 14. Poya (phần phía nam) | Tỉnh Bắc 1. Poya (phần phía bắc) 2. Pouembout 3. Koné (tỉnh lị) 4. Voh 5. Kaala-Gomen 6. Koumac 7. Poum 8. Belep 9. Ouégoa 10. Pouébo 11. Hienghène 12. Touho 13. Poindimié 14. Ponérihouen 15. Houaïlou 16. Kouaoua 17. Canala | Quần đảo Loyauté 1. Ouvéa 2. Lifou (tỉnh lỵ) 3. Maré |

## Địa lý

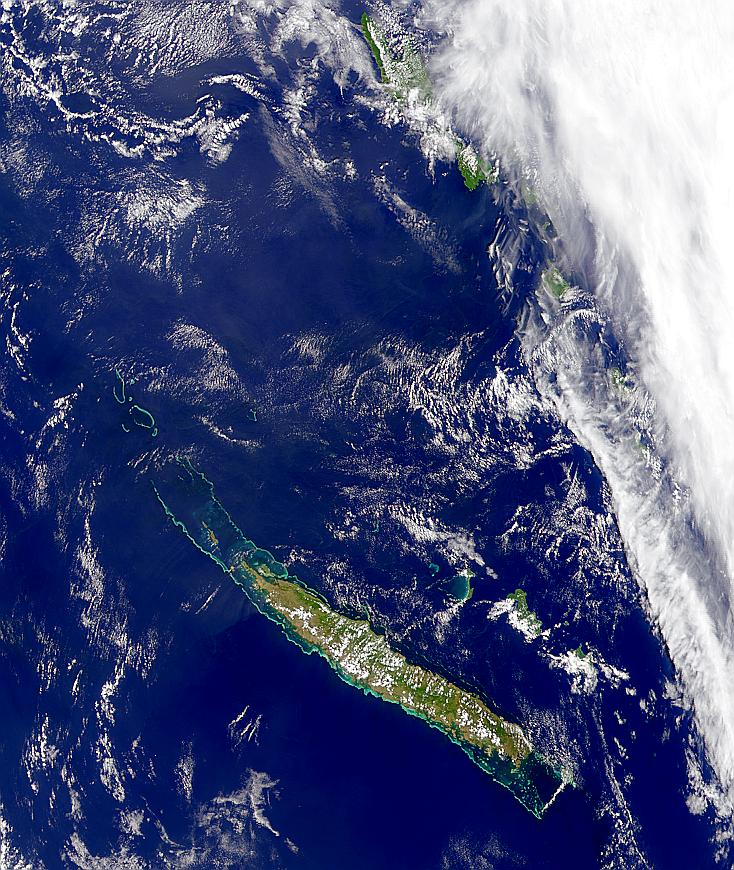
Nouvelle-Calédonie nhìn từ không gian

Nouvelle-Calédonie là bộ phận của Zealandia, một mảnh của siêu lục địa cổ đại Gondwana. Người ta suy đoán rằng Nouvelle-Calédonie tách khỏi Úc vào khoảng 66 triệu năm trước, sau đó trôi về hướng đông bắc, đến vị trí hiện tại vào khoảng 50 triệu năm trước.
Đảo chính bị phân chia theo chiều dài do một dãy núi ở phía giữa, có các đỉnh cao nhất là núi Panié (1.629 m) tại phía bắc và núi Humboldt (1.618 m) tại phía đông nam. Duyên hải phía đông có thảm thực vật tươi tốt. Duyên hải phía tây có các xa van và đồng bằng lớn, thích hợp cho nông nghiệp song khô hơn so với phía đông. Nhiều khối núi giàu quặng nằm tại duyên hải phía tây.
Diahot là sông dài nhất tại Nouvelle-Calédonie, có chiều dài khoảng 100 km. Lưu vực của sông rộng 620 km² và mở theo hướng tây bắc đến vịnh d'Harcourt, chảy hướng về đỉnh phía bắc của đảo dọc theo dốc phía tây của núi Panié. Hầu hết đảo có rừng thường xanh ẩm ướt bao phủ, còn xa van chiếm ưu thế tại những vùng thấp. Phá Nouvelle-Calédonie có tổng diện tích 24.000 km², là một trong các phá lớn nhất thế giới, bao quanh nó là rạn san hô Nouvelle-Calédonie.
New Calesdonia có khí hậu nhiệt đới, mùa nóng ẩm kéo dài từ tháng 11 đến tháng 3 với nhiệt độ từ 27 °C đến 30 °C, mùa mát khô kéo dài từ tháng 6 đến tháng 8 với nhiệt độ từ 20 °C đến 23 °C. Khí hậu nhiệt đới tại đây ôn hoà cao độ nhờ ảnh hưởng từ đại dương và gió mậu dịch làm giảm độ ẩm vốn có thể lên đến gần 80%. Nhiệt độ trung bình năm là 23 °C, các cực độ về nhiệt độ là 2,3 °C và 39,1 °C. Dữ liệu về lượng mưa cho thấy có khác biệt lớn trên đảo chính, lượng mưa 3.000 mm ghi nhận tại Galarino cao gấp ba lần trung bình tại duyên hải phía tây. Ngoài ra còn có các giai đoạn khô hạn do tác động của El Niño. Từ tháng 12 đến tháng 4, áp thấp và bão nhiệt đới có thể gây ra gió có tốc độ lên đến 100 km/h, giật 250 km/h và mưa rất lớn.

## Môi trường

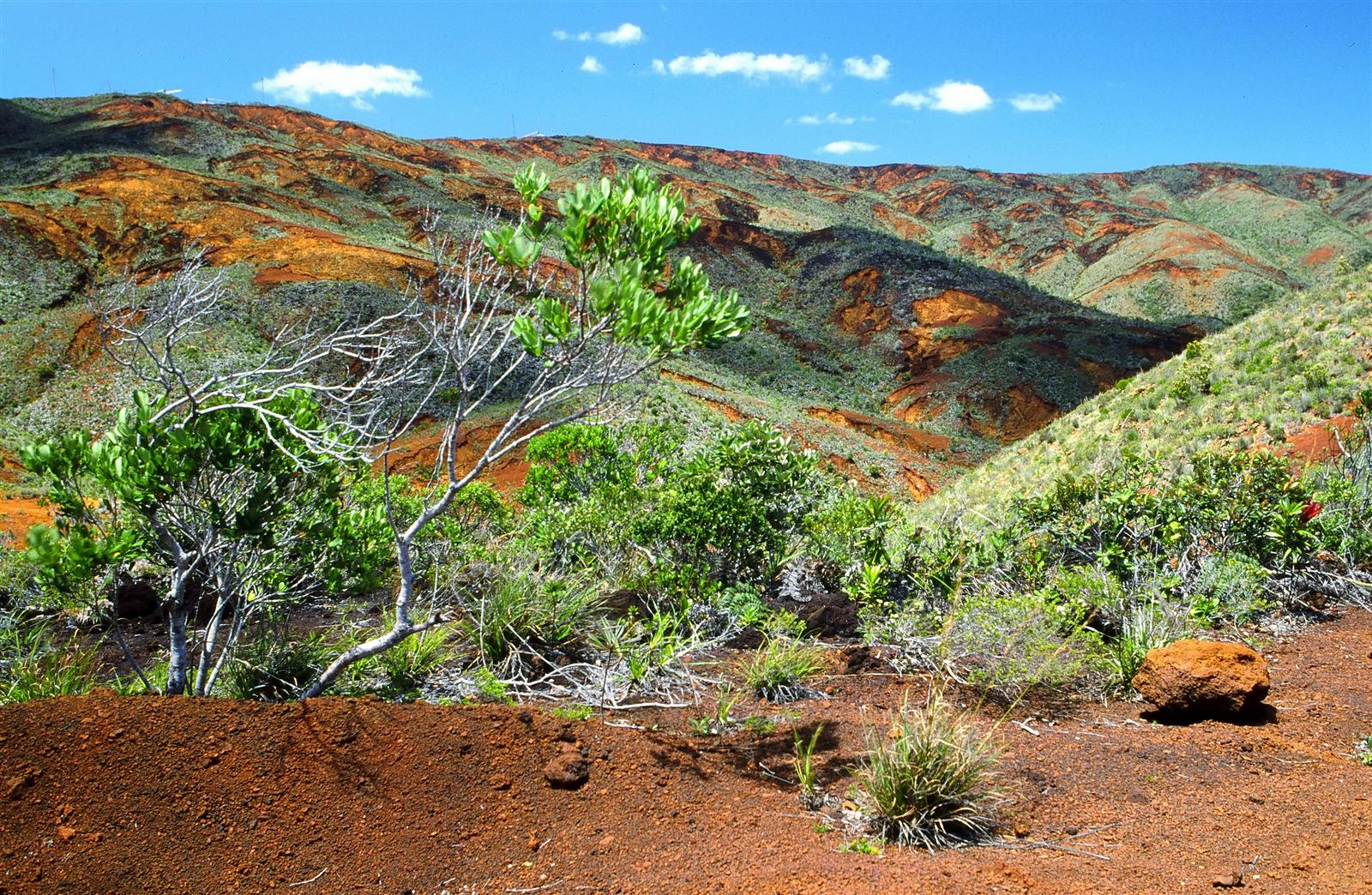
Cảnh quan phía nam Nouvelle-Calédonie

Nouvelle-Calédonie có nhiều nhóm phân loại độc nhất, đặc biệt là chim và thực vật. Đây là nơi có đa dạng sinh học cao nhất thế giới xét theo km². Trong thực vật học, không chỉ các loài mà là có thể toàn bộ các chi và thậm chí là họ chỉ có duy nhất trên đảo.
Tính đa dạng sinh học có nguyên nhân từ dãy núi trung tâm của đảo chính, tạo ra nhiều hốc, cảnh quan và vi khí hậu để các loài đặc hữu phát triển mạnh.
Bruno Van Peteghem vào năm 2001 được trao Giải thưởng Môi trường Goldman do các nỗ lực của ông nhằm bảo vệ hệ sinh thái Nouvelle-Calédonie trước các "thách thức nghiêm trọng" từ đảng RPCR của Jacques Lafleur. Trong một vài khu vực đã có tiến bộ trong giải quyết bảo vệ đa dạng sinh thái của Nouvelle-Calédonie khỏi nạn cháy, phát triển công nghiệp và nhà ở, hoạt động nông nghiệp không bị hạn chế và khai mỏ.

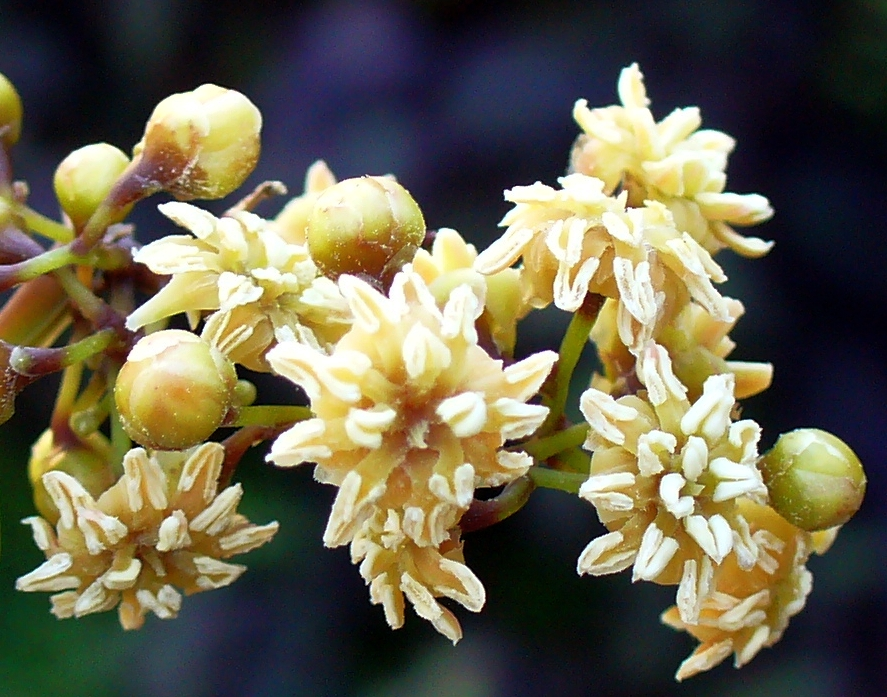
Amborella là loài thực vật có hoa sống lâu nhất thế giới

Động thực vật tại Nouvelle-Calédonie bắt nguồn từ các loài tổ tiên bị cô lập tại khu vực khi quần đảo tách khỏi Gondwana hàng chục triệu năm trước. Nouvelle-Calédonie có nhiều loài thực vật hạt trần nhiệt đới đặc hữu hơn so với bất kỳ khu vực tương tự nào trên Trái Đất. Trong số 44 loài thực vật hạt trần bản địa, có 43 loài đặc hữu, trong đó có loài thực vật hạt kín ký sinh duy nhất được phát hiện (Parasitaxus usta). Ngoài ra, trong số 35 loài Araucaria được phát hiện, có 13 loài đặc hữu của Nouvelle-Calédonie. Nouvelle-Calédonie cũng có loài thực vật có hoa phân kỳ sớm nhất của thế giới, đó là Amborella trichopoda, ở tại hoặc gần cơ sở tổ tiên chung của toàn bộ các thực vật có hoa.
Loài dương xỉ lớn nhất thế giới là Cyathea intermedia cũng là loài đặc hữu của Nouvelle-Calédonie. Nó rất phổ biến trên đất có tính a xít, và mọc cao khoảng một mét mỗi năm tại duyên hải phía đông, thường là trên đất hoang hoặc trong rừng thưa. Ngoài ra còn có các loài dương xỉ mộc khác, đáng chú ý là Cyathea novae-caledoniae. Nouvelle-Calédonie cũng là một trong năm khu vực trên thế giới có các loài gỗ sồi phương nam (Nothofagus) bản địa. Nouvelle-Calédonie có kiểu rừng cây bụi riêng trên các vùng đất có chứa kim loại, hầu hết tại phía nam. Đất gồm đá siêu mafic (địa hình mỏ) là nơi trú ẩn cho nhiều loài thực vật bản địa do tại đó có độc và hàm lượng khoáng không phù hợp với hầu hết thực vật ngoại lai.
Nouvelle-Calédonie có một loài quạ nổi tiếng vì khả năng làm công cụ. Những con quạ này nổi tiếng vì có trí não lạ thường và khả năng tạo công cụ để giải quyết vấn đề, làm ra các công cụ phức tạp nhất trong số tất cả các động vật trừ con người. Kagu là loài chim đặc hữu, nhanh nhẹn và có thể chạy nhanh, không biết bay song có thể dùng cánh để leo lên cành cây và hoặc lượn. Đây là thành viên duy nhất còn tồn tại của họ Rhynochetidae, bộ Sếu.
Có 11 loài cá đặc hữu và 14 loài giáp xác mười chân đặc hữu trong các sông hồ của Nouvelle-Calédonie. Một số loài như Neogalaxias chỉ tồn tại trong các khu vực nhỏ. Ốc anh vũ được cho là một hoá thạch sống và liên hệ tới các loài cúc đá bị tuyệt chủng vào cuối thời kỳ Đại Trung sinh, chúng xuất hiện trên vùng biển Thái Bình Dương quanh Nouvelle-Calédonie. Tồn tại đa dạng sinh học mức độ lớn về các loài cá biển trong các vùng biển xung quanh lãnh thổ, trong phạm vi của biển San Hô.
Một số loài tại Nouvelle-Calédonie đáng chú ý do kích thước của chúng: Ducula goliath là loài bồ câu lớn nhất hiện nay; Rhacodactylus leachianus là loài tắc kè lớn nhất thế giới; Phoboscincus bocourti là loài thằn lằn bóng lớn nhất thế giới, được cho là tuyệt chủng song đến năm 2003 lại được phát hiện.

## Nhân khẩu
Theo điều tra nhân khẩu vào năm 2014, dân số Nouvelle-Calédonie đạt 268.767. Trong đó, 17.436 người sống tại tỉnh Quần đảo Loyauté, 45.137 người sống tại tỉnh Bắc, và 183.007 người sống tại tỉnh Nam. Tăng trưởng dân số chậm lại kể từ thập niên 1990, song vẫn ở mức cao với mức 1,7% mỗi năm từ 1996 đến 2009. Tăng trưởng tự nhiên chiếm 85% tăng trưởng dân số, 15% còn lại là nhờ di cư thuần. Tăng trưởng dân số ở mức cao tại tỉnh Nam (2,3% mỗi năm từ 1996 đến 2009), vừa phải tại tỉnh Bắc (0,7%), song âm tại Quần đảo Loyauté. Trên 40% dân số dưới 20 tuổi (2012), song tỷ lệ người cao tuổi trong tổng dân số đang tăng lên. Hai phần ba cư dân Nouvelle-Calédonie sống tại Đại Nouméa. Ba phần tư dân số sinh tại Nouvelle-Calédonie. Tổng tỷ suất sinh giảm từ 3,2 trẻ trên một nữ giới vào năm 1990 xuống 2,2 trẻ vào năm 2007.

### Dân tộc
Theo điều tra nhân khẩu năm 2014, 39,1% dân số được tường trình là thuộc cộng đồng Kanak (giảm so với mức 40,3% theo điều tra nhân khẩu năm 2009), 27,2% dân số thuộc cộng đồng gốc Âu (giảm từ mức 29,2% so với năm 2009), và 8,7% tự nhận thuộc cộng đồng "Calédonie" và nhóm khác (tăng so với mức 6,0% vào năm 2009). Hầu hết người tự nhận là "người Calédonie" được cho là người gốc Âu về mặt dân tộc.
Các cộng đồng tự nhận khác là người Wallis và Futuna (8,2%, giảm so với 8,7% vào năm 2009), người Tahiti (2,1%, tăng so với 2,0% vào năm 2009), người Indonesia (1,4%), người Vanuatu (1,0%), người Việt (0,9%), và những người châu Á khác (về cơ bản là người Hoa) (0,4).
8,6% dân số được tường trình là thuộc các cộng đồng phức hợp, tức là người hỗn chủng, và 2,5% cư dân từ chối trả lời thuộc cộng đồng nào. Câu hỏi về cộng đồng bị loại bỏ trong điều tra nhân khẩu năm 2004, song lại được đưa vào trong cuộc điều tra năm 2009 theo cách thức mới, cho phép lựa chọn phức hợp (hỗn chủng), và khả năng lựa chọn "khác".

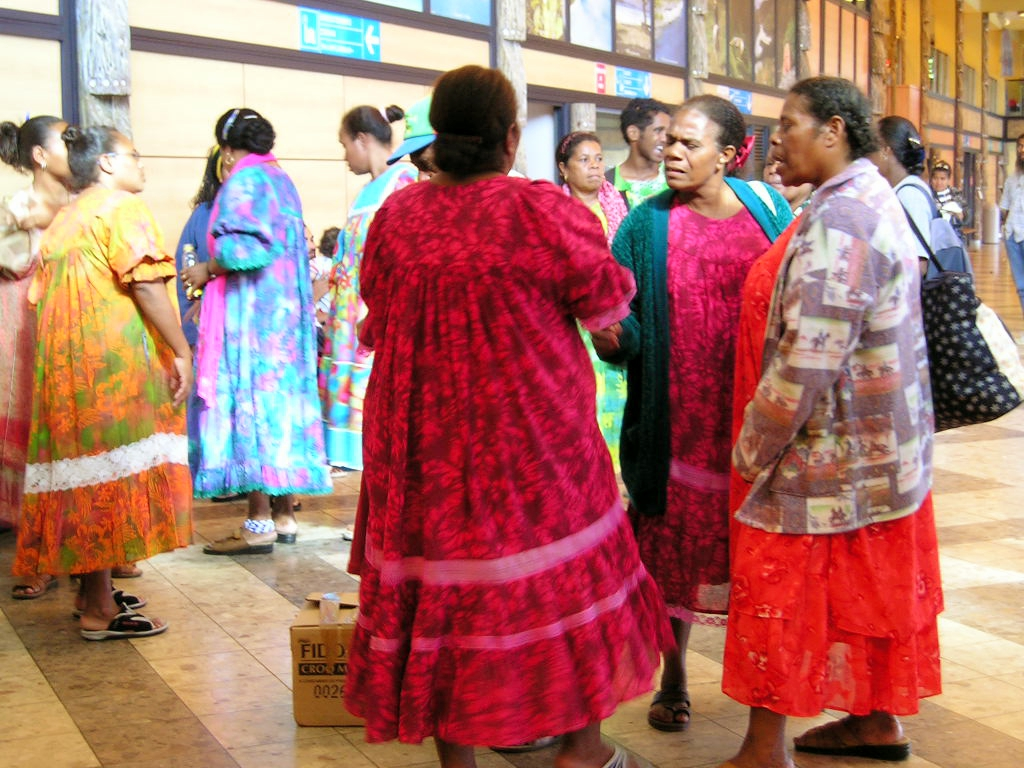
Nữ giới Kanak

Người Kanak thuộc nhóm Melanesia, họ là dân tộc bản địa tại Nouvelle-Calédonie. Tổ chức xã hội của họ theo truyền thống dựa trên cơ sở thị tộc, được nhận dạng là thị tộc "đất liền" hay "biển" tuỳ theo vị trí quê hương và phạm vi chiếm đóng của tổ tiên họ. Theo điều tra nhân khẩu năm 2009, người Kanak chiếm 94% dân số tỉnh Quần đảo Loyauté, 74% dân số tỉnh Bắc và 27% dân số tỉnh Nam. Người Kanak có xu hướng ở vị thế kinh tế-xã hội thấp hơn so với người gốc Âu và những người định cư khác.
Người gốc Âu lần đầu định cư tại Nouvelle-Calédonie là khi Pháp lập một thuộc địa hình sự trên quần đảo. Khi các tù nhân hoàn thành bản án, họ được cấp đất để định cư. Theo điều tra năm 2009, trong số 71.721 người gốc Âu tại Nouvelle-Calédonie, có 32.354 người sinh tại quần đảo, 33.551 người sinh tại các nơi khác của Pháp, và 5.816 người sinh tại nước ngoài. Người gốc Âu được chia thành vài nhóm: Caldoche thường được định nghĩa là người sinh tại Nouvelle-Calédonie có quan hệ tổ tiên từ những người Pháp định cư ban đầu. Họ thường định cư tại các khu vực nông thôn thuộc duyên hải phía tây đảo chính, tại đó nhiều người tiếp tục điều hành các bất động sản chăn nuôi quy mô lớn.
Người Caldoche khác biệt với người sinh tại Nouvelle-Calédonie từ các gia đình định cư gần đây hơn, nhóm này được gọi đơn giản là người Calédonie. Người nhập cư đến Nouvelle-Calédonie sinh tại Pháp được gọi là Métros hoặc Zoreilles, chỉ ra nguồn gốc của họ tại chính quốc Pháp. Ngoài ra còn có một cộng đồng khoảng 2.000 người pieds noir, có nguồn gốc từ những người định cư tại các cựu thuộc địa của Pháp tại Bắc Phi;

### Ngôn ngữ
Tiếng Pháp bắt đầu được truyền bá khi các khu định cư của người Pháp hình thành, và tiếng Pháp nay còn thâm chí được nói trong các làng hẻo lánh nhất. Tuy nhiên, mức độ thông thạo khác biệt đáng kể trong toàn thể dân số, chủ yếu là do thiếu tiếp cận phổ thông đối với giáo dục công lập trước năm 1953, song cũng là do nhập cư và đa dạng dân tộc. Theo điều tra năm 2009, 97,3% dân số từ 15 tuổi trở lên tường trình rằng họ có thể nói, đọc và viết tiếng Pháp, trong khi chỉ 1,1% tường trình rằng họ không có kiến thức về tiếng Pháp. Các cộng đồng ngôn ngữ khác của các di dân là tiếng Wallis và tiếng Java.
28 ngôn ngữ Kanak được nói tại Nouvelle-Calédonie, chúng thuộc nhóm châu Đại Dương của ngữ hệ Nam Đảo. Các ngôn ngữ Kanak được dạy từ mầm non (bốn ngôn ngữ được dạy đến bậc cử nhân) và một viện chịu trách nhiệm xúc tiến chúng. Ba ngôn ngữ bản địa được nói phổ biến nhất là Drehu (nói tại Lifou), Nengone (nói tại Maré) và Paicî (phần phía bắc của Grande Terre). Theo điều tra năm 2009, 35,8% dân số từ 15 trở lên tường trình rằng họ có thể nói (không nhất thiết là đọc và viết) một ngôn ngữ bản địa, trong khi 58,7% tường trình rằng họ không có kiến thức gì về chúng.

### Tôn giáo
Tôn giáo chiếm ưu thế tại Nouvelle-Calédonie là Cơ Đốc giáo; một nửa dân số là tín đồ Công giáo La Mã, gồm hầu hết người gốc Âu, Ouvéa, Việt và một nửa cộng đồng thiểu số Melanesia và Polynesia. Công giáo La Mã được những người thực dân Pháp đưa đến. Trên quần đảo cũng có một số giáo hội Tin Lành, trong đó Giáo hội Phúc Âm Tự do và Giáo hội Phúc Âm tại Nouvelle-Calédonie và Quần đảo Loyauté có lượng tín đồ lớn nhất; thành viên của họ hầu như hoàn toàn là người Melanesia. Tin Lành đặt nền móng vào cuối thế kỷ 20 và tiếp tục phát triển. Tồn tại một số nhóm Cơ Đốc giáo và một số lượng nhỏ người Hồi giáo.

## Kinh tế
Nouvelle-Calédonie sở hữu một trong các nền kinh tế lớn nhất tại Nam Thái Bình Dương, có GDP đạt 9,89 tỷ USD vào năm 2011. GDP danh nghĩa bình quân là 38.921 USD (theo tỷ giả thị trường) vào năm 2011. Con số này cao hơn so với New Zealand, song tồn tại bất bình đẳng đáng kể về phân phối thu nhập, và mất cân bằng cấu trúc kéo dài giữa tỉnh Nam chi phối về kinh tế với tỉnh Bắc và Quần đảo Loyauté kém phát triển. Tiền tệ sử dụng tại Nouvelle-Calédonie là franc CFP, ổn định theo euro với tỷ lệ 1.000 CFP đổi 8,38 euro. Tiền tệ này do Tổ chức Phát hành Hải ngoại phát hành.
Tăng trưởng GDP thực là 3,8% vào năm 2010 và 3,2% vào năm 2011, nhờ vào giá niken trên thế giới tăng lên và nhu cầu nội địa gia tăng khiến số việc làm tăng, cũng như dầu tư kinh doanh mạnh. Năm 2011, xuất khẩu hàng hoá và dịch vụ từ Nouvelle-Calédonie đạt 2,11 tỷ USD, 75,6% trong đó là sản phẩm khoáng sản và hợp kim (chủ yếu là quặng niken và fero-nicken). Nhập khẩu hàng hoá và dịch vụ đạt 5,22 tỷ USD. 22,1% nhập khẩu hàng hóa đến từ chính quốc Pháp và các tỉnh hải ngoại, 16,1% đến từ các quốc gia khác trong Liên minh châu Âu, 14,6% đến từ Singapore (chủ yếu là nhiên liệu), 9,6% đến từ Úc. Nhập siêu hàng hoá và dịch vụ ở mức 3,11 tỷ USD trong năm 2011.
Hỗ trợ tài chính từ Pháp có quy mô đáng kể, chiếm hơn 15% GDP, và đóng góp cho sức khoẻ của nền kinh tế. Du lịch còn kém phát triển, có 100.000 du khách mỗi năm, so với 400.000 tại Quần đảo Cook và 200.000 tại Vanuatu. Hầu hết đất đai không thích hợp cho nông nghiệp, và thực phẩm chiếm khoảng 20% nhập khẩu. Theo FAOSTAT, Nouvelle-Calédonie là một trong các nhà cung cấp đáng kể về: khoai lang; khoai môn; chuối nấu ăn; dừa. Vùng đặc quyền kinh tế của Nouvelle-Calédonie rộng 1,4 triệu km². Lĩnh vực xây dựng chiếm khoảng 12% GDP, sử dụng 9,9% dân số hưởng lương vào năm 2010. Chế tạo phần lớn hạn chế trong các hoạt động quy mô nhỏ như chế biến thực phẩm, dệt và chất dẻo.

### Lĩnh vực Niken
Nouvelle-Calédonie chiếm khoảng 25% trữ lượng niken của thế giới. Suy thoái kinh tế thế giới vào cuối thập niên 2000 có tác động nghiêm trọng đến ngành niken, do lĩnh vực này phải đối diện với việc giá giảm đáng kể. Giá cả giảm khiến một số nhà cung cấp giảm hoặc ngưng hoàn toàn hoạt động của họ, dẫn đến giảm cung cấp toàn cầu về niken đến 6% so với năm 2008.
Bối cảnh này kết hợp với thời tiết xấu buộc các hãng hoạt động trong lĩnh vực này phải xét lại mục tiêu sản lượng của họ. Do đó, hoạt động khai thác mỏ giảm đến 8% về lượng theo năm. Tỷ lệ của lĩnh vực niken trong GDP giảm từ 8% vào năm 2008 xuống còn 5% vào năm 2009. Ghi nhận một xu hướng đảo nghịch và khôi phục nhu cầu vào đầu nửa sau của năm 2009, cho phép tăng 2% sản lượng kim loại địa phương.

## Văn hoá

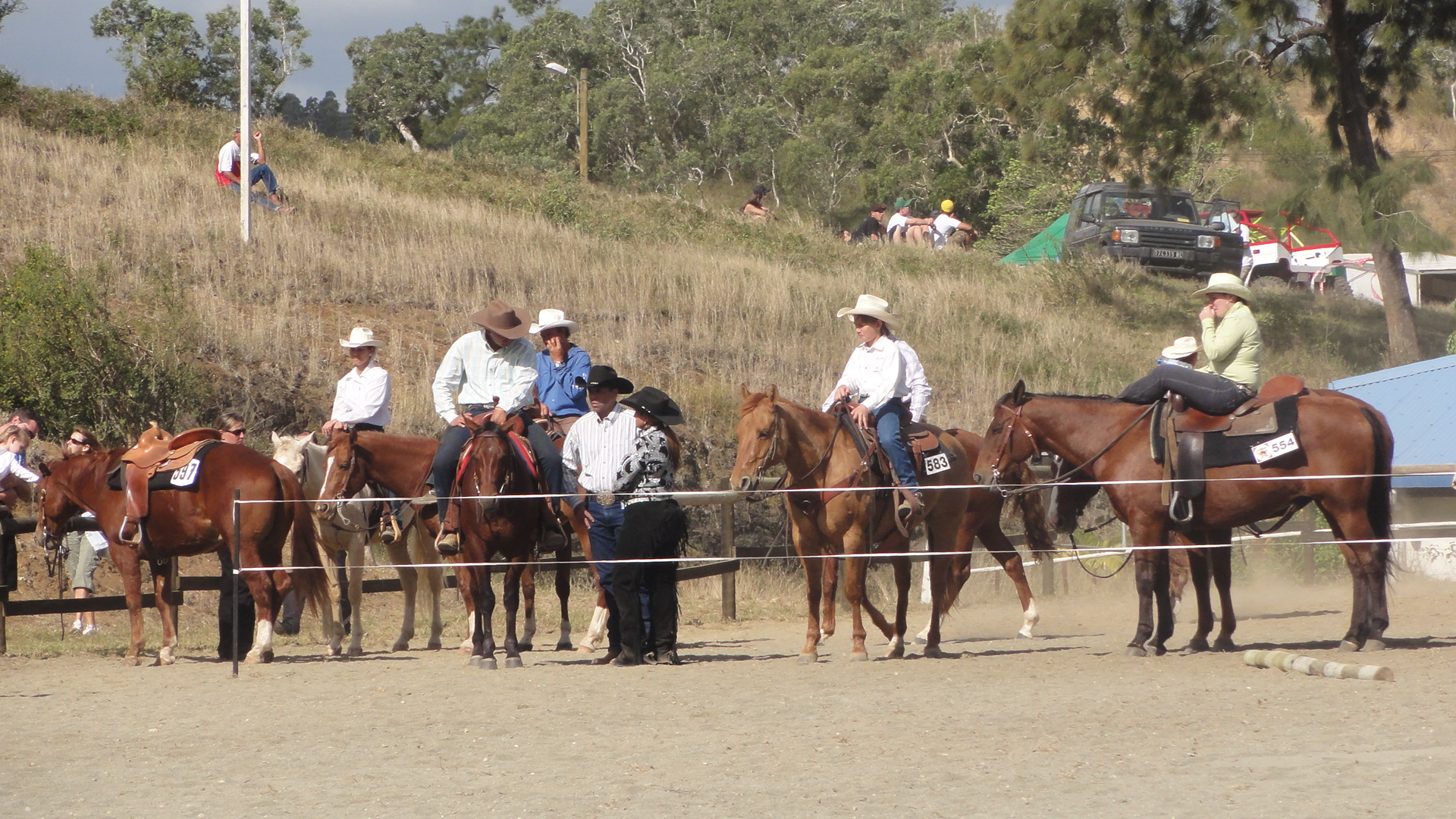
Caldoche là người da trắng sinh tại Nouvelle-Calédonie

Khắc gỗ, đặc biệt là gỗ houp (Montrouziera cauliflora), là một kiểu phản ánh đương thời về đức tin của xã hội bộ lạc truyền thống, và bao gồm các vật tổ, mặt nạ, khung cửa, hoặc flèche faîtière, một loại tên trang trí mái nhà của người Kanak. Đan rổ là một loại thủ công được nữ giới bộ lạc làm phổ biến, tạo ra các đồ vật để sử dụng hàng ngày. Trung tâm Văn hoá Jean-Marie Tjibaou do kiến trúc sư người Ý Renzo Piano thiết kế, được khánh thành vào năm 1998, là biểu trưng cho văn hoá Kanak. Kaneka là một loại hình âm nhạc địa phương, được truyền cảm hứng từ reggae và khởi nguồn trong thập niên 1980. Mwâ Ka là một cọc vật tổ cao 12m kỷ niệm việc Pháp sáp nhập Nouvelle-Calédonie, nó được khánh thành vào năm 2005.
Les Nouvelles Calédoniennes là nhật báo duy nhất tại quần đảo. Một nguyệt san là  Le Chien bleu nhại lại các tin tức từ Nouvelle-Calédonie. Quần đảo có năm đài phát thanh: RFO radio Nouvelle-Calédonie, Océane FM, NRJ, Radio Djiido, và Radio Rythmes Bleus. Hai đài cuối có mục tiêu chính là các nhóm người Kanak. Hãng truyền thông công cộng France Télévision vận hành một kênh truyền hình địa phương mang tên Réseau Outre-Mer 1re, cùng với truyền phát các kênh France 2, France 3, France 4, France 5, France Ô, France 24 và Arte. Canal Plus Calédonie vận hành 17 kênh kỹ thuật số bằng tiếng Pháp, bao gồm Canal+ và TF1. Phát sóng truyền hình analogue kết thúc vào tháng 9 năm 2011, hoàn thành chuyển đổi truyền hình số tại New Nouvelle-Calédonie. Truyền thông được cho là có thể hoạt động tự do, song Phóng viên không biên giới nêu quan ngại vào năm 2006 về việc các thành viên một nhóm ủng hộ độc lập đe doạ nhân viên RFO.
Sự kiện thể thao lớn nhất được tổ chức tại Nouvelle-Calédonie là một vòng của giải vô địch đua xe châu Á Thái Bình Dương FIA (APRC). Đội tuyển bóng đá Nouvelle-Calédonie bắt đầu thi đấu vào năm 1950, và được nhận vào FIFA vào năm 2004. Trước khi gia nhập FIFA, Nouvelle-Calédonie có vị thế quan sát viên của Liên đoàn bóng đá châu Đại Dương. Họ từng nhiều lần chiến thắng tại Đại hội Thể thao Nam Thái Bình Dương, và từng xếp thứ ba tại Cúp bóng đá châu Đại Dương. Đua ngựa cũng rất phỏ biến tại Nouvelle-Calédonie, giống như các trận cricket của nữ giới. Đội tuyển bóng ném Nouvelle-Calédonie từng vô địch châu Đại Dương vào năm 2008.
Do nghề làm vườn phát triển ở mức độ thấp, quả nhiệt đới tươi ít quan trọng trong ẩm thực Nouvelle-Calédonie so với các quốc gia Thái Bình Dương khác, thay vào đó họ dựa vào gạo, cá và các loại củ như khoai môn. Một cách thức thường được chuẩn bị là Bougna, theo đó cá, khoai môn, chuối và các loại hải sản khác được bó trong lá chuối và đem chôn cùng các viên đá nóng để nấu, sau đó đào lên và ăn.

## Giao thông
Sân bay quốc tế Tontouta nằm cách 50 km về phía bắc của Nouméa, giúp liên kết Nouvelle-Calédonie với các sân bay của Paris, Tokyo, Sydney, Auckland, Brisbane, Melbourne, Osaka, Papeete, Fiji, Wallis, Port Vila, Seoul, và St. Denis. Hầu hết dịch vụ hàng không nội bộ do hãng Aircalin điều hành. Du thuyền cập cảng tại Gare Maritime thuộc Nouméa. Tàu chở khách và hàng hoá Havannah đi đến Port Vila, Malicolo và Santo thuộc Vanuatu một lần mỗi tháng.
Mạng lưới đường bộ của Nouvelle-Calédonie gồm:
- Route territoriale 1, chạy từ cửa ngõ Nouméa đến sông Néhoué, phía bắc của Koumac;
- Route territoriale 2, nằm trên đảo Lifou và từ sân bay Wanaham đến phía nam của Wé;
- Route territoriale 3, từ giao với RT1 tại Nandi đến sông Tiwaka;
- Route territoriale 4, từ giao với RT1 gần Muéo đến nhà máy điện.[88]